# Pedro Depablos
Pedro Javier Depablos Jacobo (San Cristóbal, Táchira, Venezuela; 2 de enero de 1977) es un exfutbolista y entrenador venezolano. Actualmente  no dirige a ningún club.
Pedro jugó en el año 2004 su último partido amistoso con la Selección de fútbol de Venezuela frente a su similar de Jamaica.

## Trayectoria
Con la selección de Venezuela disputó la Copa América de 2004, eliminatorias mundialista; un Suramericano Sub-17 y Sub-20, también participó de una eliminatoria Olímpica Sub-23. Jugaba como Pivote, comenzando su trayectoria en el Unión Atlético Maracaibo, y concluyéndola en 2012 en las filas del Atlético El Vigía, desarrollando la mayor parte de su carrera futbolista en la Primera División de Venezuela.
Luego de retirarse como jugador, comenzó a trabajar como asistente técnico en equipos del fútbol nacional y en el extranjero. En 2017, emprende su carrera como entrenador al hacerse cargo del Deportivo La Guaira F.C., equipo de la primera división de su fútbol natal.
El 3 de septiembre de 2024, se confirma su llega al banquillo del Club Llaneros de Colombia. Allí logra ascender a la primera división.
El 21 de marzo de 2025, es despedido de Águilas Doradas por malos resultados durante el Torneo Apertura.

## Clubes

### Como jugador
| Club                              | Año       |
| --------------------------------- | --------- |
| Deportivo Táchira · Venezuela     | 1996      |
| Santa Fe · Colombia               | 1996      |
| Deportivo El Cóndor · Colombia    | 1997      |
| La Equidad · Colombia             | 1997      |
| Cúcuta Deportivo · Colombia       | 2000      |
| Zulianos · Venezuela              | ¿?        |
| U.A. Maracaibo · Venezuela        | 2002-2003 |
| Deportivo Táchira · Venezuela     | 2003-2004 |
| Italmaracaibo · Venezuela         | 2004-2005 |
| Caracas F.C. · Venezuela          | 2005-2007 |
| Aragua F.C. · Venezuela           | 2007-2008 |
| Estudiantes de Mérida · Venezuela | 2007-2008 |
| Guaros F.C. · Venezuela           | 2008-2009 |
| ACD Lara · Venezuela              | 2009-2011 |
| Atlético El Vigía · Venezuela     | 2011-2012 |

### Otros cargos
| Club                   | Temporada   | Rol                |
| ---------------------- | ----------- | ------------------ |
| Boston River · Uruguay | 2014 - 2017 | Director deportivo |

### Como asistente técnico
| Club                                      | Temporada   | AT de:          |
| ----------------------------------------- | ----------- | --------------- |
| Zamora FC · Venezuela                     | 2012        | Óscar Gil       |
| Deportivo Táchira B · Venezuela           | 2013        | Carlos Depablos |
| Deportivo Táchira · Venezuela             | 2014        | Daniel Farías   |
| Selección sub-23 de Venezuela · Venezuela | 2019        | Ricardo Valiño  |
| Selección Bolivia · Bolivia               | 2020 - 2022 | César Farías    |
| Aucas · Ecuador                           | 2022 - 2023 | César Farías    |
| Águilas Doradas · Colombia                | 2023        | César Farías    |
| América de Cali · Colombia                | 2024        | César Farías    |

### Como entrenador
| Club                                | Periodo                 | Periodo                 |
| Club                                | Desde                   | Hasta                   |
| ----------------------------------- | ----------------------- | ----------------------- |
| Deportivo La Guaira · Venezuela     | 1 de julio de 2017      | 30 de abril de 2018     |
| Academia Puerto Cabello · Venezuela | 1 de julio de 2018      | 7 de abril de 2019      |
| Club Llaneros · Colombia            | 3 de septiembre de 2024 | 15 de diciembre de 2024 |
| Águilas Doradas · Colombia          | 16 de diciembre de 2024 | 21 de marzo de 2025     |

## Títulos
| Título                        | Equipo       | País      | Año  |
| ----------------------------- | ------------ | --------- | ---- |
| Primera División de Venezuela | Caracas F.C. | Venezuela | 2006 |
| Primera División de Venezuela | Caracas F.C. | Venezuela | 2007 |
| Copa Venezuela                | Aragua F.C.  | Venezuela | 2008 |

Fuente: NATIONAL FOOTBALL TEAMS